# Molí de Carrió
El Molí de Carrió era un antic molí del terme municipal de Sant Esteve de la Sarga, situat en el poble de Moror.
Estava situat a l'esquerra del barranc del bosc, al sud-oest de Moror, just al sud-est d'on travessa el barranc del Bosc la pista rural que s'enfila pel Serrat dels Corrals.

## Etimologia
Es tracta d'un topònim romànic de caràcter descriptiu: és un molí que porta el nom del seu propietari.